# Culte des ancêtres en Chine
Le culte des ancêtres (en chinois zǔxiān chóngbài 祖先崇拜) est une suite de rituels consistant pour l’essentiel, à allumer de l’encens, à présenter des offrandes et à faire des révérences devant l’autel des ancêtres défunts ou sur leur sépulture. En subvenant à leurs besoins, ces offrandes sont un moyen d’exprimer la gratitude des vivants envers les morts et avec l'espoir en retour d'en recevoir des faveurs.
Ce culte est basé sur la croyance en la présence des ancêtres décédés sous forme d’esprit (shén 神), résidant dans le ciel mais en mesure de descendre sur l’autel pour se nourrir de l’essence spirituelle (le qì 气) des offrandes. Les descendants considèrent que leurs ancêtres, bien qu’ils soient morts, n’ont pas réellement quitté le monde de leur famille car ils continuent de veiller sur la vie des générations futures. Les personnes affectées par un deuil sont prêtes à faire des offrandes importantes au défunt mais en retour, ils espèrent en recevoir la protection. La solidarité familiale doit continuer à opérer par-delà la mort physique. Car les ancêtres décédés sont des humains qui sont devenus des êtres divins (shen 神 « esprit »), qui cependant gardent leur identité individuelle d'avant la mort.
Le culte des ancêtres, uniquement en filiation patrilinéaire, a contribué à façonner les valeurs et les croyances qui définissent la culture chinoise, en mettant l'accent sur l'importance de la famille, le respect des aînés et un sens aigu du devoir envers les ancêtres. En Chine, les mondes des morts et des vivants ne sont pas radicalement séparés comme dans la religion chrétienne en Europe.

## Principaux rituels du culte des ancêtres
Les trois rituels principaux du culte des ancêtres sont (Xiao Fang 萧 放): 
1. les rituels domestiques pratiqués sur un autel dans l’intimité de la maison
2. les rituels funéraires pratiqués devant la sépulture, lors de la fête du Qingming
3. les rituels dans les temples ancestraux pour les grandes familles ou les clans.

### L’autel familial dédié au culte des ancêtres
L’un des rituels essentiels du culte des ancêtres est la présentation d’offrandes aux esprits des défunts, faite sur un autel (gòngzhuō 供桌) dressé dans une pièce de la maison. La famille prépare généralement une table chargée d'un grand nombre d'aliments, comme des fruits, des légumes et des plats cuisinés, ainsi que des bols de riz et des tasses de thé ou de vin de céréale. L’autel est aussi souvent orné de bougies, de brûleurs d’encens, de fleurs et des tablettes des anciens créant ainsi un espace sacré. Les offrandes sont destinées à assurer la subsistance des ancêtres dans l’au-delà, c'est-à-dire le ciel. Ces rituels domestiques (jiājì 家祭) consistent à vénérer les ancêtres dans l’intimité de la maison, là où leurs tablettes spirituelles (shénzhǔ 神主, páiwèi 牌位) sont conservées. 
Durant les périodes des dynasties Ming et Qing, les familles aisées réservaient une pièce spécifique, appelée « salle d’offrande » (xiǎngshì 享室), généralement située sur le côté gauche de la pièce principale. Cette salle servait pour des rites réguliers, organisés à des dates importantes comme les fêtes de saison, les jours de jeûne ou les anniversaires de décès.

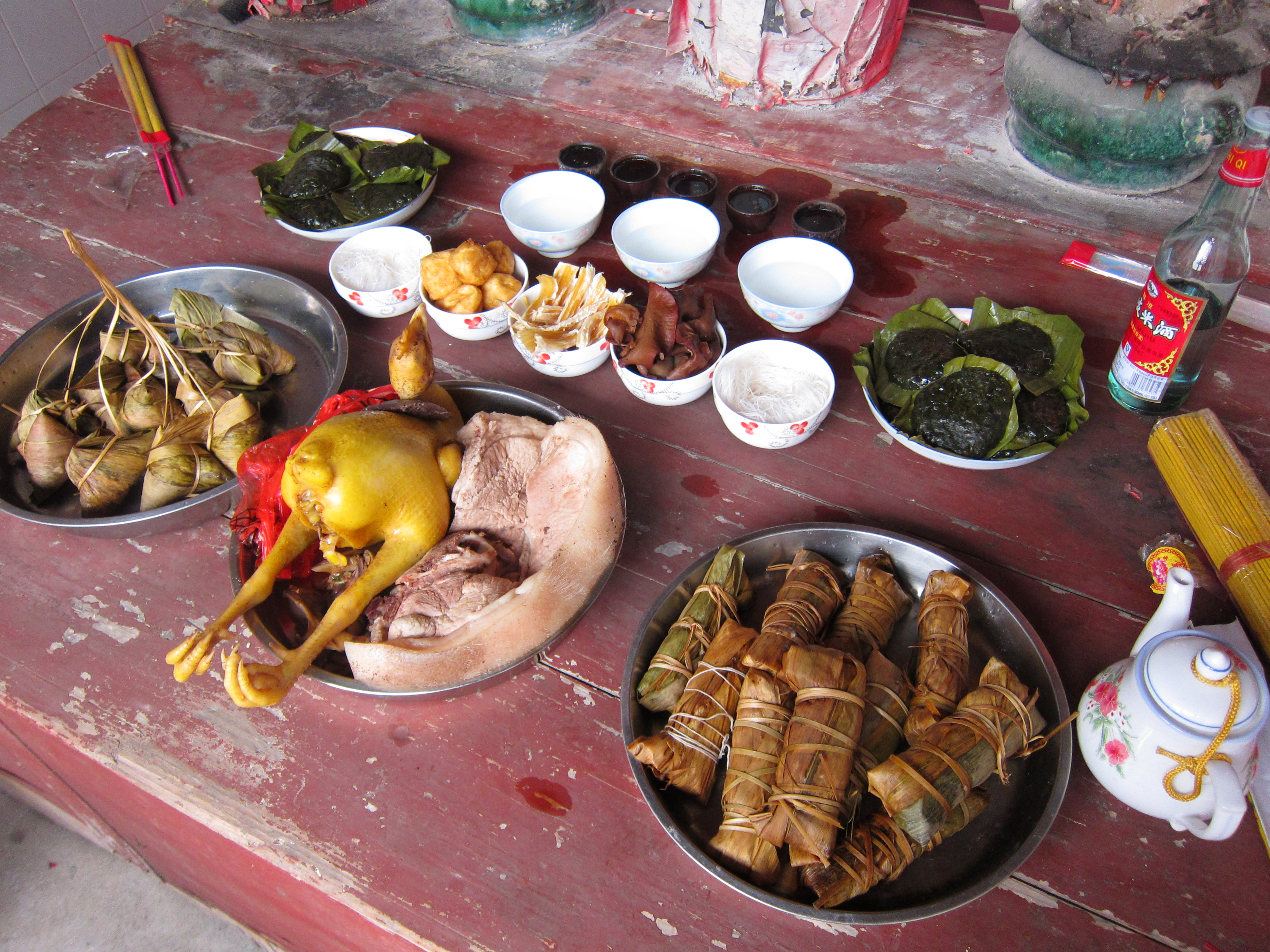
Offrandes alimentaires aux ancêtres

Dans les maisons des paysans, les autels étaient souvent installés dans la pièce principale, contre le mur nord. Ces autels accueillaient les tablettes des ancêtres, des planchettes en bois rectangulaires portant le nom et la relation du défunt avec la famille, comme : « À la mémoire de l’honorable ancêtre défunt [nom] et de son épouse ».
Un exemple de rituel domestique courant pour honorer les ancêtres était celui accompli lors des 1er et 15e jours de chaque mois lunaire (shuòwàng rì 朔望日). En voici les étapes principales :
1. Le chef de famille et les membres se lèvent tôt, se purifient (par un lavage et une préparation rituelle) et allument de l'encens.
2. Tous se rassemblent devant l’autel des ancêtres, en se positionnant selon l’ordre hiérarchique familial, des aînés aux cadets.
3. Le chef de famille allume l’encens et présente les offrandes (thé, nourriture, etc.).
4. Les membres de la famille exécutent une prosternation solennelle : une inclinaison à genoux suivie de trois révérences (yī guì sān kòu 一跪三叩).
5. Une fois les rites achevés, les membres se retirent en silence.

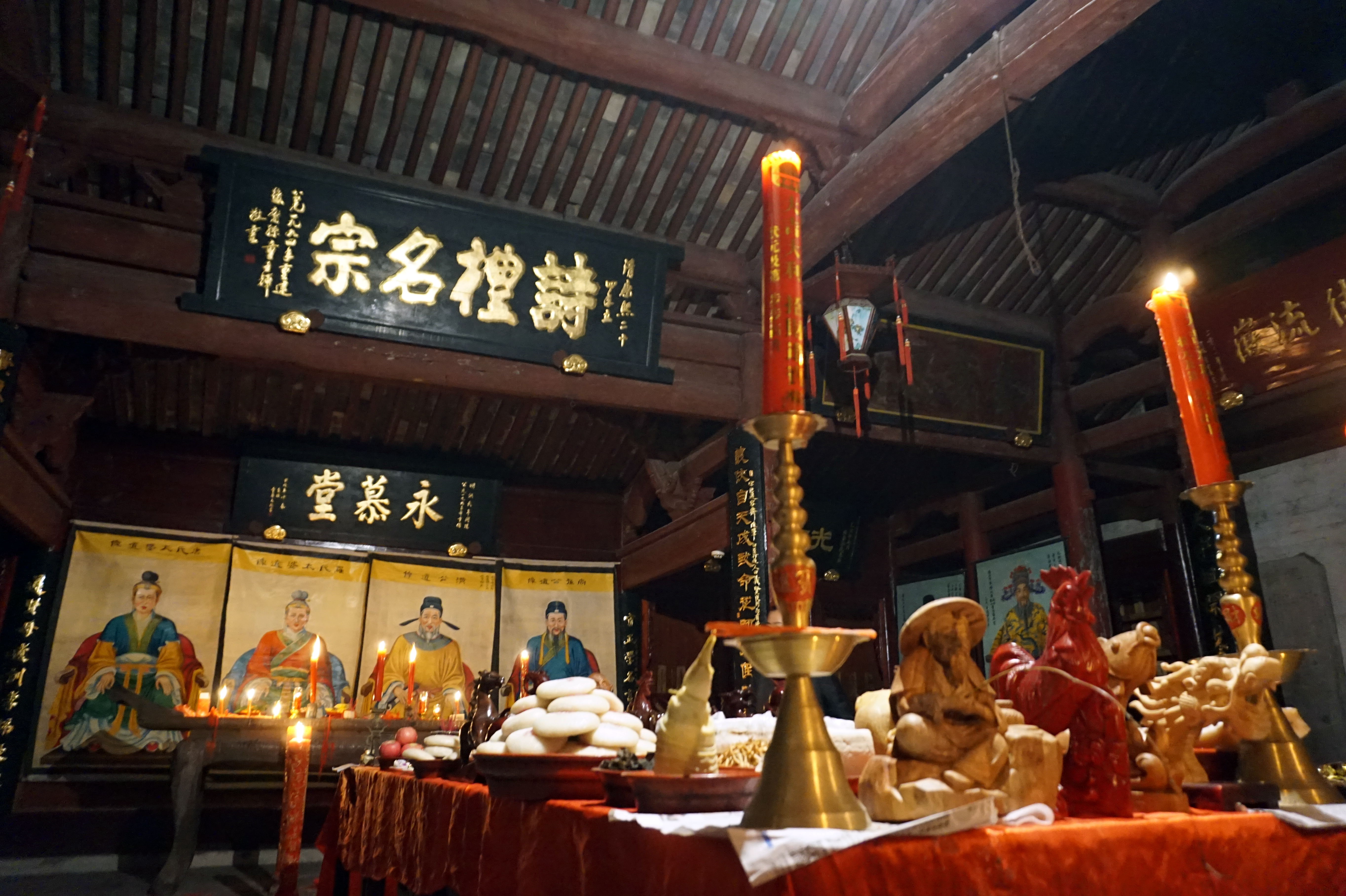
Autel couverts d'offrandes aux ancêtres du clan des Tong

La combustion d'encens (xiāng 香) est un élément essentiel du rituel, car elle représente le lien matériel entre les vivants et les défunts, la fumée odorante montant vers le ciel transmettant les prières et les messages des vivants à leurs ancêtres. Lors du rituel de l’encens, quelques paroles de prière sont marmonnées telles que « Nous honorons l'esprit des ancêtres/dieux, et nous nous inclinons avec respect ».
Un autre rituel important dans le culte des ancêtres est la combustion de monnaie en papier (zhǐqián 纸钱). Ces billets sont souvent imprimés avec des motifs pour ressembler à de l'argent, et parfois à d'autres biens de valeur, tels que des vêtements, des bijoux ou des appareils électroniques. Le rituel peut aussi consister à brûler des maquettes en papier d'objets que leur ancêtre appréciait particulièrement comme une voiture, ou un appareil électronique. En brûlant ces objets en papier, les vivants envoient des richesses et des biens matériels à leurs ancêtres, leur assurant ainsi confort et bien-être dans l'au-delà.
Ces combustions de monnaie factice ou de maquettes en papier d’objet de consommation désirés par le défunt ne se font pas sur l’autel familial mais à l’extérieur, pour ne pas perturber l’harmonie intérieure de la maison.
Les tablettes des ancêtres, sur lesquelles sont inscrits les noms des personnes décédées, sont placées sur l'autel familial, qui constitue le centre du culte des ancêtres dans les foyers chinois. L'autel est souvent orné de bougies, de fleurs et de brûleurs d'encens, créant ainsi un espace sacré où les familles peuvent se réunir pour rendre hommage à leurs ancêtres et communiquer avec eux.
Les croyances traditionnelles chinoises supposent que les ancêtres, après avoir été correctement honorés à travers les rites funéraires, deviennent des shén (神), des esprits bienveillants situés dans le ciel ou dans une sphère spirituelle supérieure. Ces shén continuent cependant d’interagir avec leurs descendants et jouent un rôle actif dans la vie des vivants.

### L'âme compositehúnpò
Dans une tradition remontant aux Royaumes combattants (475-221 av. J.-C.), il était communément admis que le corps humain, ainsi que toutes les choses de l’univers, étaient imprégnés d’une essence spirituelle appelée húnpò 魂魄. La hunpo possède une dimension yang et une dimension yin, appelées respectivement hún 魂 et pò 魄. L’âme hun 魂 est la dimension spirituelle de l’âme et de l’âme po 魄, sa dimension physique. Comme l’une et l’autre peuvent être réduite au qi 气 (pneuma), il n’y a pas de dualité entre elles. Quand une personne meurt, l’union de la hun et de la po se dissout, la hun retournant au ciel et la po à la terre. Toutes les deux changent de statut, la hun ayant monté au ciel est appelée shen 神 « esprit, divinité », et la po ayant descendu dans la terre peut devenir un gui 鬼 « esprit, démon ».
La destinée de la hun 魂, l’« âme spirituelle », est de rester dans le ciel définitivement, mais elle est dotée de pouvoirs spirituels lui permettant de protéger ses descendants et de descendre sur terre, là où se trouvent ceux-ci à l’occasion de fêtes. L’âme spirituelle, est associée au yang et à l’éthéré. Elle est légère, lumineuse et ascendante.
La destinée de la pò 魄, l’« âme corporelle », après la mort diffère de celle de la hún 魂 qui monte au ciel. La pò, associée à l’aspect physique et matériel de l’âme humaine, est intrinsèquement liée à la terre et au corps du défunt, et particulièrement à la sépulture. Elle retourne symboliquement à la terre (guī tǔ 归土), d’où elle provient. L’âme corporelle, est associée au yin et au matériel. Elle est lourde, sombre et descendante. 
La sépulture devient le lieu de résidence de la pò, et les vivants peuvent honorer cette partie de la hunpo en entretenant la tombe, en accomplissant des offrandes et des rituels spécifiques comme par exemple, lors de la fête de Qīngmíng jié 清明节. Les rituels permettent de « nourrir » symboliquement la pò et d’assurer qu’elle reste paisible, évitant ainsi qu’elle ne devienne un esprit malveillant ou errant. Avec le temps, la pò est censée se dissoudre dans la nature, rejoignant les énergies terrestres (le cycle du yin 阴) et se réintégrant dans le flux cosmique. Dans le cas d’une mort violente ou prématurée, ou si les rites funéraires appropriés ne sont pas réalisés, la pò peut rester piégée ou déséquilibrée et se transformer en un lì guǐ 厉鬼 / 厲鬼, un esprit vengeur ou malveillant, capable de hanter les vivants.
Les offrandes permettent de maintenir l’équilibre entre les vivants (associés au yang) et les morts (associés au yin).
Nous avons vu que des objets symboliques comme l’argent en papier ou les maquettes en papier représentant des biens matériels (voitures, maisons, vêtements etc.) sont brûlés lors des rituels. Ces objets, selon les croyances, sont transformés en leurs équivalents spirituels pour l’usage des ancêtres dans l’au-delà.
Le culte des ancêtres trouve son origine dans le respect et la vénération des aînés décédés. Les descendants considèrent que les ancêtres, bien qu’ils soient morts, n’ont pas réellement quitté leurs familles ; ils continuent de veiller sur la vie des générations futures. En retour de leurs offrandes, les descendants espèrent recevoir les bénédictions et la protection des esprits ancestraux..

### Fête de Qingming du balayage des tombes
La fête de Qingmingjie 清明节, également appelée le jour du balayage des tombes (sǎomù 掃墓), se déroule le 15e jour après l’équinoxe de printemps, ce qui correspond généralement au 4, 5, ou 6 avril. Elle est consacrée à l'hommage aux ancêtres et aux défunts.
Pour cette fête, les gens se rendent sur la tombe des ancêtres patrilinéaires, ce qui signifie que seuls les ancêtres du côté paternel sont pris en compte. Une femme mariée rend donc hommage aux ancêtres de son mari et non à sa famille d’origine, en conformité avec la tradition confucéenne. Mais la tendance actuelle est plus souple, elle peut visiter ses propres ancêtres.
Qingmingjie est l'une des quatre plus importantes fêtes traditionnelles pour les Chinois (avec le nouvel an chinois (chūnjié 春节), la fête des bateaux-dragons (Duānwǔ jié 端午节) et la fête de la mi-automne (Zhōngqiū jié 中秋节). C'est l'occasion pour les familles de se rendre sur les tombes de leurs ancêtres et de participer à des rituels et des cérémonies qui expriment leur gratitude et leur respect pour ceux qui les ont précédés.
Ces rituels consistent à nettoyer les tombes et à faire brûler des billets de banques fictifs, ou des maquettes en papier de voitures, de vêtements ou d’objets de consommation jugés enviables par les ancêtres.
Avec la généralisation de la crémation en Chine depuis le milieu du XXᵉ siècle, notamment en milieu urbain, de nombreuses familles n’ont plus de tombes traditionnelles pour leurs ancêtres récents. Cependant, la fête de Qīngmíng reste un moment important de commémoration.
Les familles se rendent alors dans les cimetières avec columbariums (gǔhuī táng 骨灰堂) où elles peuvent brûler de l’encens, déposer des fleurs et des offrandes symboliques.
Certaines familles, notamment celles qui suivent des traditions bouddhistes ou taoïstes, peuvent rendre hommage à leurs ancêtres dans des temples quand ceux-ci proposent des plaques commémoratives (língwèi 灵位) où les noms des défunts sont inscrits.

### Rituels dans les temples ancestraux

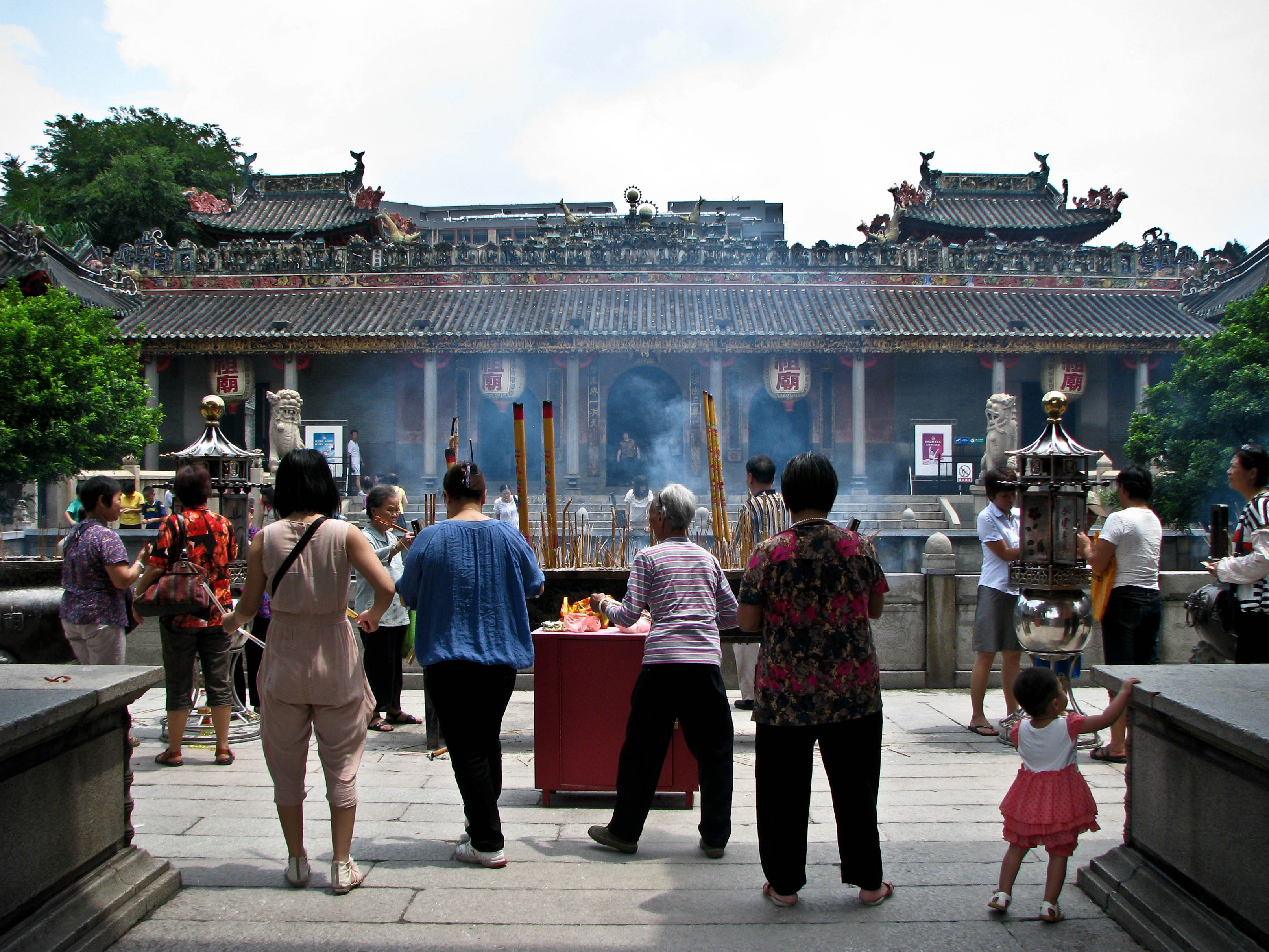
Temple ancestral de Foshan.

Les temples ancestraux (zumiao 祖庙) ont vu le jour sous la dynastie Song (960-1279), comme une évolution des temples familiaux. Durant les dynasties Ming et Qing, ils se sont répandus dans toute la Chine. Mais sous Mao Zedong, de 1949 à 1976, ils ont été massivement détruits ou réaffectés dans le cadre des campagnes contre les « superstitions féodales ». Si dans les grandes villes comme Pékin, Shanghai ou Canton, les temples ancestraux n'ont plus de fonction religieuse majeure, ceux dans les campagnes du Sud de la Chine où la structure clanique est plus forte, ont repris la célébration des rituels ancestraux.
Exemples notablesHuizhou (徽州), Jiangxi (江西), Fujian (福建) et Guangdong (广东) sont des régions où les temples ancestraux ont été partiellement reconstruits et restent utilisés pour des cérémonies lors de la fête de Qīngmíng (清明节) et du Nouvel An chinois.
Les rites organisés dans les temples ancestraux, connus sous le terme cìjì 祠祭, rassemblent une série de pratiques rituelles destinées à honorer et à entretenir le lien avec les ancêtres. Ils assemblent souvent l'ensemble des membres de la famille ou du clan pour honorer les ancêtres. Ces rituels, également appelés zújì 族祭, « sacrifices du clan », sont les cérémonies les plus solennelles au sein des familles élargies ou des clans. Ils sont généralement organisés deux fois par an, au printemps et à l’automne.
Exemple des rituels dans la région de Huizhou sous les Ming
Dans le clan Chéng de Qímen, dans la région de Huizhou, les rituels des fêtes de Zhōngyuán et de Dōngzhì comprenaient des offrandes variées :
Deux porcs sacrifiés, une chèvre, du poisson, des fruits de saison, des produits à base de farine, dix bouteilles d’alcool local, 25 bouteilles bon vin de céréale (hǎo là jiǔ 好腊酒), 100 feuilles de papier cérémoniel (dàshēnwénzhǐ 大申文纸), 200 feuilles de papier blanc, trois livres de bougies, 1000 lingots en papier imprimés, trois grammes de bois de santal, deux onces d’encens, et divers condiments (piments, bambou séché, champignons, sel, sauce soja, vinaigre, etc.).
Ces offrandes, après avoir été présentées aux tablettes ancestrales (shenzhu 神主) dans le temple, étaient partagées avec l’ensemble du clan sous forme de « repas communautaire sacrificiel » (sànzuò 散胙). (Dòu Shāngōng Jiāyì Jiàozhù, 《窦山公家议校注》).
À Taiwan et dans la diaspora chinoise d’Asie du Sud-Est (Singapour, Malaisie), les temples ancestraux restent actifs comme lieux de culte et de rassemblement communautaire.

## Dans la sphère culturelle confucéenne
Dans la pensée confucéenne, la foi envers les ancêtres met l’accent sur l’idée de shenzhong zhuoyuan (慎終追遠), c’est-à-dire « une réflexion respectueuse envers les ancêtres, accompagnée de l’espoir que leurs esprits célestes continuent à protéger les générations futures ». La piété filiale (xiao 孝) est l’une des vertus les plus importantes ; un dicton affirme : « Les sages gouvernent le monde par la piété filiale. »  De la piété filiale découlent d’autres valeurs morales comme la loyauté (zhong 忠), la confiance (xìn 信), la bienveillance (rén 仁) et la justice (yì 義). Même après leur mort, les ancêtres doivent être respectés comme s’ils étaient toujours vivants, notamment lors des fêtes ou des anniversaires, à travers des offrandes et des rituels.
Chez les Han et les Hakka, par exemple, le culte des ancêtres sert à renforcer la piété filiale et la hiérarchie familiale, à maintenir l’unité et la cohésion du clan, à obtenir la protection des ancêtres et transmettre la mémoire familiale et la généalogie.
Dans la région de Chaoshan 潮汕, on appelle ce culte « bai laogong 拜老公, honorer les aînés » où, à chaque début et milieu de mois ou lors de fêtes importantes, les familles préparent des offrandes, comme des gâteaux rouges (Hóngtáoguǒ 红桃粿), pour rendre hommage aux ancêtres (jisi zuxian 祭祀祖先).
De nombreuses fêtes traditionnelles chinoises incluent des rites de vénération des ancêtres. Les plus importantes sont les « quatre grandes fêtes de culte des ancêtres » : 
1. Veille du Nouvel An (en) (Chúxì 除夕)
2. le Qingming (清明)
3. la fête des âmes ou fête des fantômes (Zhongyuan 中元)
4. la fête du double neuf (Chongyang 重陽).

D’autres fêtes, tels que la fête des lanternes, le Shangsi (上巳), la fête des bateaux-dragons, la fête de la mi-automne, la fête des vêtements d’hiver ou le solstice d’hiver, sont également propices à des rituels régionaux de culte des ancêtres.